# 1750-es évek
Évszázadok: 17. század · 18. század · 19. század
Évtizedek: 1700-as évek · 1710-es évek · 1720-as évek · 1730-as évek · 1740-es évek · 1750-es évek · 1760-as évek · 1770-es évek · 1780-as évek · 1790-es évek · 1800-as évek
Évek: 1750 · 1751 · 1752 · 1753 · 1754 · 1755 · 1756 · 1757 · 1758 · 1759

## A világ vezetői
- Ausztria, Magyarország: Mária Terézia
- Német-római Birodalom: I. (Lotaringiai) Ferenc
- Franciaország: XV. Lajos
- Spanyolország: VI. Ferdinánd
- Orosz Birodalom: Erzsébet orosz cárnő
- Brit Birodalom: II. György brit király
- Kínai Császárság: Csien-lung kínai császár